# Caldo de carne
O caldo de carne é um ingrediente culinário que se prepara cozendo carne (ou apenas ossos), geralmente de vaca, e por vezes vegetais, usado para fazer sopas ou molhos. Para além de alimento, os caldos, especialmente os que são feitos com ossos, têm sido usados ao longo dos séculos para ajudar no tratamento de doenças e, quando adequadamente preparados, mostram uma composição saudável.
Quando se cozem ossos ou carne crua, a primeira fervura liberta espuma que deve ser retirada e só depois disso se devem colocar os vegetais e condimentos. Os vegetais mais utilizados são cebola, alho, cenoura, aipo e alho-porro; esta mistura é muitas vezes chamada “mirepoix”, principalmente quando os vegetais são finamente cortados. Os condimentos são principalmente uma mistura de ervas aromáticas conhecida como “bouquet garni”, composta tradicionalmente por salsa, tomilho e louro.
Normalmente, quando a carne está bem cozida ou se separa facilmente dos ossos, o caldo é coado para uso posterior. No caso de ser usado para consommé, o caldo deve ser clarificado, ocasião também para ser temperado com sal, pimenta e outros condimentos, se se desejar. Muitas vezes, o caldo filtrado é reduzido, ou seja, deixa-se ferver até ficar mais concentrado, tornando-se num “fundo” que é a base para várias sopas e molhos, podendo ainda conservar-se na geleira ou congelado. São geralmente considerados dois tipos de fundos: o “fundo claro”, feito com carne ou ossos, vegetais e outros temperos, mas sem nenhuma preparação prévia, e utilizado como base para o molho branco; e o “fundo escuro”, feito com ossos ou carne assados numa panela, no forno ou no fogão, muitas vezes com água e farinha torrada, mirepoix caramelizado e puré de tomate; este fundo escuro é normalmente usado para o molho espanhol, um dos cinco tipos básicos de molhos da culinária da França.
A “glace” é outro produto que se obtêm deixando ferver um caldo ou um fundo até obter um creme espesso, por vezes chamado extrato de carne (quando a base da sua preparação é a carne ou ossos de bovinos), que se pode conservar durante bastante tempo e usar para preparar ou aromatizar sopas ou molhos.
Um caldo básico de carne e ossos usado para preparar o molho espanhol, é chamado em Portugal “molho escuro ou estufado”. Por outro lado, por vezes dá-se o nome de “caldo de carne” a uma sopa, ou a um molho feito com base num caldo de carne.[carece de fontes?]
Claro que a Maggi (e outras marcas) têm o seu “caldo de carne” em cubinhos mas, para além de todos os conservantes e aromatizantes e de uma grande quantidade de sal, o teor desses cubinhos em extrato de carne é geralmente muito baixo.[carece de fontes?]